# Сьвідник (Лімановський повіт)
Сьвідник (пол. Świdnik) — село в Польщі, у гміні Луковиця Лімановського повіту Малопольського воєводства.
Населення — 668 осіб (2011).
У 1975-1998 роках село належало до Новосондецького воєводства.

## Демографія
Демографічна структура станом на 31 березня 2011 року:
|          | Загалом | Допрацездатний вік | Працездатний вік | Постпрацездатний вік |
| -------- | ------- | ------------------ | ---------------- | -------------------- |
| Чоловіки | 313     | 87                 | 200              | 26                   |
| Жінки    | 355     | 95                 | 206              | 54                   |
| Разом    | 668     | 182                | 406              | 80                   |